# Brezovec
Brezovec és un poble i municipi d'Eslovàquia. Es troba a la regió de Prešov, al nord del país.

## Història
La primera referència escrita de la vila data del 1600.

## Demografia
| Godina             | 1994 | 2004    | 2014    | 2024    |
| ------------------ | ---- | ------- | ------- | ------- |
| Nombre de persones | 79   | 53      | 42      | 36      |
| Diferència         |      | −32,91% | −20,75% | −14,28% |

| Godina             | 2023 | 2024 |
| ------------------ | ---- | ---- |
| Nombre de persones | 36   | 36   |
| Diferència         |      | +0%  |